# Meiacanthus bundoon
Meiacanthus bundoon là một loài cá biển thuộc chi Meiacanthus trong họ Cá mào gà. Loài này được mô tả lần đầu tiên vào năm 1976.

## Từ nguyên
Từ định danh bundoon được đặt theo tên gọi của du thuyền Bundoon, được sử dụng trong quá trình thu thập mẫu gốc của loài cá này.

## Phân bố
M. bundoon hiện được biết đến tại hai đảo quốc Fiji và Tonga, được tìm thấy trên các rạn san hô ở độ sâu đến ít nhất là 22 m.

## Mô tả
Tổng chiều dài lớn nhất được ghi nhận ở M. bundoon là 9,5 cm. Loài này có màu vàng lục sẫm với các sọc màu vàng cam dọc theo hai bên thân. Má và nắp mang màu xanh lục. Gốc và thùy vây đuôi màu đen với vùng trung tâm sau trong suốt.
Số gai vây lưng: 4–5; Số tia vây lưng: 26–27; Số gai vây hậu môn: 2; Số tia vây hậu môn: 16–17.

## Sinh thái
Thức ăn của M. bundoon là động vật phù du. Trứng của M. bundoon có chất kết dính, được gắn vào chất nền thông qua một tấm đế dính dạng sợi. Cá bột là dạng phiêu sinh vật, thường được tìm thấy ở vùng nước nông ven bờ.